# Why Can't We Be Friends?
Why Can't We Be Friends? är ett musikalbum av War som lanserades 1975. Det var det sista albumet de spelade in för skivbolaget United Artists Records. På albumet återfinns gruppens kändaste låt "Low Rider" som blev en singelhit både i Storbritannien och USA. Även titelspåret släpptes som singel. Förutom de två hitlåtarna innehåller skivan flera längre lugna spår som blandar funk och jazz. Shaggy samplade stora delar av låten "Smile Happy" till sin låt "It Wasn't Me" år 2000.

## Låtlista
1. "Don't Let No One Get You Down" – 3:59
2. "Lotus Blossom" – 3:59
3. "Heartbeat" – 7:25
4. "Leroy's Latin Lament (medley)"
  1. "Lonnie Dreams" – 0:49
  2. "The Way We Feel" – 1:10
  3. "La Fiesta" – 2:10
  4. "Lament" – 2:27
5. "Smile Happy" – 7:22
6. "So" – 4:58
7. "Low Rider" – 3:11
8. "In Mazatlan" – 2:45
9. "Why Can't We Be Friends?" – 3:49

## Listplaceringar
- Billboard 200, USA: #8[1]